# Frederick Gregory

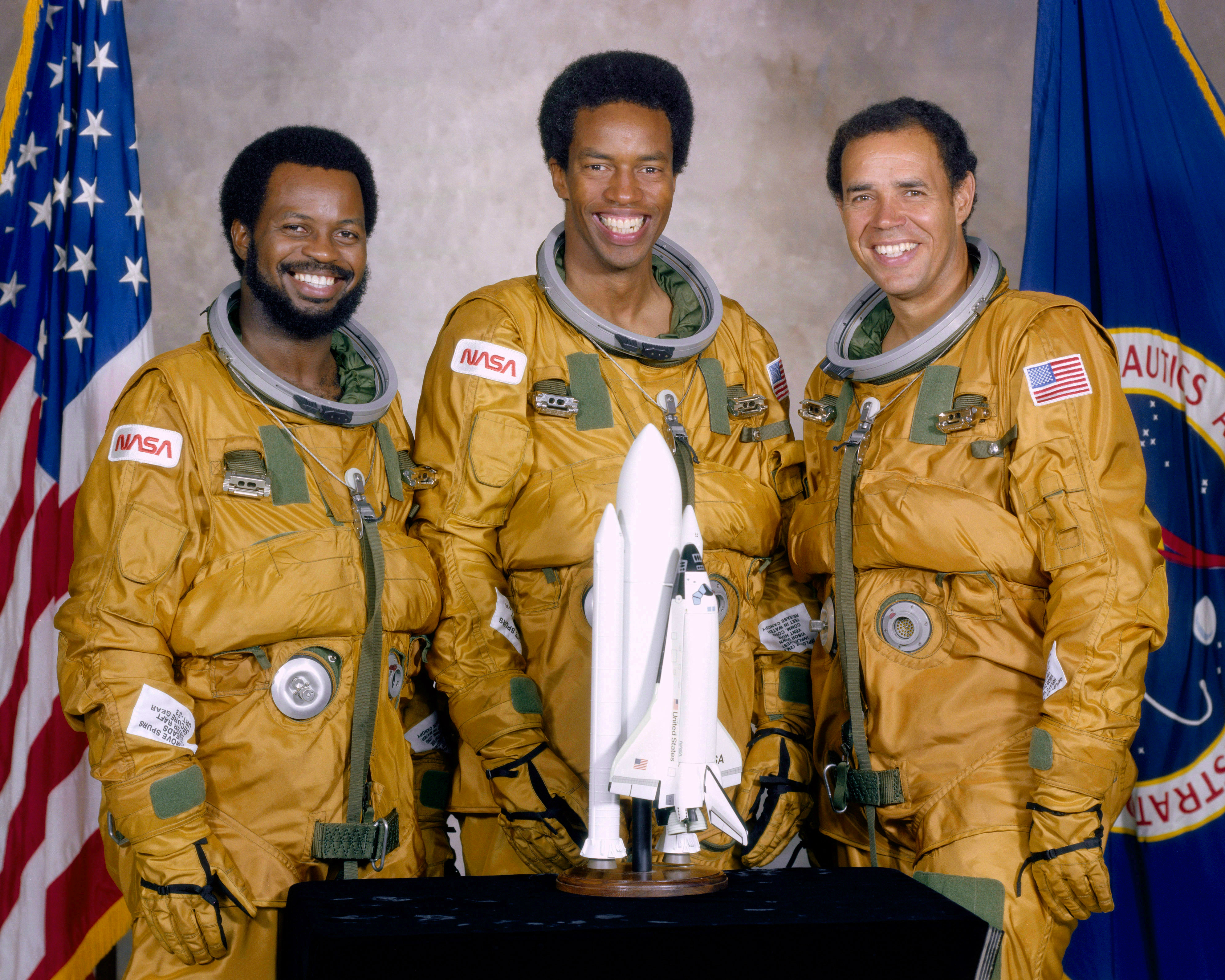
Ronald McNair, Guion Bluford i Fred Gregory, 1978

Frederick Drew Gregory (ur. 7 stycznia 1941 w Waszyngtonie) – amerykański lotnik wojskowy, pilot doświadczalny, astronauta, administrator NASA (2005).

## Życiorys
W 1958 skończył szkołę w Waszyngtonie, a w 1964 United States Air Force Academy, w 1977 został magistrem systemów informatycznych na George Washington University. Po ukończeniu w 1964 rozpoczął szkolenie na pilota w Stead Air Force Base w stanie Nevada, uzyskał licencję w 1965, pilotował śmigłowce H-43 m.in. podczas wojny wietnamskiej. Wrócił z Wietnamu w lipcu 1967. Następnie służył w bazie lotniczej w stanie Missouri. W 1968 przechodził szkolenie na pilota stałopłatów w Randolph Air Force Base w Teksasie, po czym został skierowany do bazy lotniczej w Arizonie. Od września 1970 do lipca 1971 uczył się w United States Naval Test Pilot School w stanie Maryland, później służył w Wright-Patterson Air Force Base w stanie Ohio. Od czerwca 1974 do stycznia 1978 pracował w NASA Langley Research Center w Hampton w Wirginii, 16 stycznia 1978 został kandydatem na astronautę, przechodził szkolenie w Centrum Kosmicznym im. Johna F. Kennedy'ego na Florydzie.
Od 29 kwietnia do 6 maja 1985 był pilotem misji z laboratorium naukowym Spacelab-3 STS-51-B trwającej 7 dni i 8 minut; start nastąpił z Centrum Kosmicznego im. Kennedy'ego, a lądowanie w Edwards Air Force Base w Kalifornii. Od 23 do 28 listopada 1989 był dowódcą wojskowej misji wahadłowca STS-33 trwającej 5 dni i 6 minut; umieszczono na orbicie satelitę podsłuchu elektronicznego Magnum. Od 24 listopada do 1 grudnia 1991 dowodził misją STS-44 trwającą 6 dni, 22 godziny i 50 minut. Umieszczono wówczas na orbicie satelitę wczesnego ostrzegania Defense Support Program (DSP).
Łącznie spędził w kosmosie 18 dni, 23 godziny i 4 minuty. Od kwietnia 1993 pracował w kwaterze głównej NASA. Od sierpnia 2002 do lutego 2005 był zastępcą administratora, a od 11 lutego do 14 kwietnia 2005 administratorem NASA.